# NGC 966
NGC 966 is een elliptisch sterrenstelsel in het sterrenbeeld Walvis. Het hemelobject werd in 1886 ontdekt door de Amerikaanse astronoom Francis Preserved Leavenworth.

## Synoniemen
- PGC 9626
- ESO 545-30
- MCG -3-7-29